# Plymouth (Carolina del Nord)
Plymouth és una població dels Estats Units  i seu del comtat de Washington a l'estat de Carolina del Nord. Segons el cens del 2000 tenia 4.107 habitants.

## Demografia
Segons el cens del 2000, Plymouth tenia 4.107 habitants, 1.623 habitatges i 1.119 famílies. La densitat de població era de 409,7 habitants per km².
Dels 1.623 habitatges en un 33,1% hi vivien nens de menys de 18 anys, en un 39,1% hi vivien parelles casades, en un 27,2% dones solteres, i en un 31% no eren unitats familiars. En el 28,7% dels habitatges hi vivien persones soles el 14,8% de les quals corresponia a persones de 65 anys o més que vivien soles. El nombre mitjà de persones vivint en cada habitatge era de 2,43 i el nombre mitjà de persones que vivien en cada família era de 2,99.
Per edats la població es repartia de la següent manera: un 28,6% tenia menys de 18 anys, un 7,5% entre 18 i 24, un 23% entre 25 i 44, un 23,1% de 45 a 60 i un 17,8% 65 anys o més.
L'edat mediana era de 38 anys. Per cada 100 dones de 18 o més anys hi havia 71 homes.
La renda mediana per habitatge era de 17.281 $ i la renda mediana per família de 26.800 $. Els homes tenien una renda mediana de 26.352 $ mentre que les dones 17.350 $. La renda per capita de la població era de 12.067 $. Entorn del 30,8% de les famílies i el 37,5% de la població estaven per davall del llindar de pobresa.

## Poblacions més properes
El següent diagrama mostra les poblacions més properes.